# كالتا مينار
كالتا مينار (بالأوزبكية: Kalta Minor)‏‎، هي مئذنة في قلعة إيجان المسورة داخل مدينة خيوة بأوزبكستان،. تقع على الجانب الشرقي لمدرسة محمد أمين خان (الآن فندق خيوة)، وتعتبر أحيانًا جزءًا منها.
وهي مسجلة في قائمة التراث العالمي لليونسكو في عام 1990 تحت المرجع 543. بُنيت في 1852-1855.
يُترجم اسم كالتا مينار من اللغة الأوزبكية إلى مئذنة قصيرة.

## التاريخ
صمم محمد أمين خان،خان من خانية خوارزم، كالتا مينار، والذي كان ينوي جعلها أعلى مئذنة في في العالم الإسلامي. وفقًا لخطته، كان ارتفاع المقرر للمئذنة هو 70-80 مترًا، مع تناقص القطر بشكل حاد مع الارتفاع، مما يجعل المئذنة أكثر متانة. يبلغ قطر قاعدته 14.2 متر.
بدأ البناء في عام 1852، وفي عام 1855، عندما وصل ارتفاع المئذنة إلى 29 مترًا، توقف البناء بشكل غير متوقع. فوفقًا لمؤرخ وكاتب خوارزاجي، لم يكتمل البناء بسبب وفاة صاحب البناءعام 1855، محمد أمين خان، والذي توفي أثناء المعركة بالقرب من سراخس.
تقول الأسطورة أن أمير بخارى، بعد أن علم أن خان خوارزم يبني مئذنة بمثل هذه النسب، أراد أيضًا بناء واحدة فريدة من نوعها في بخارى. لذلك كان أمر مدير المشروع لخيوة بالذهاب إلى بخارى بعد بناء المئذنة الأولى. لكن خان الخواررزم كان سيسمع عن القضية وأمر بقتل مدير المشروع بمجرد الانتهاء من المئذنة. بعد أن أبلغ المهندس المعماري، هرب على الفور، تاركًا العمل غير مكتمل، لكن في الواقع ، توقف العمل لأن المئذنة كانت ستنهار لو كانت لا تزال مرتفعة.
في 1996-1997، رُممت المئذنة بالكامل في إطار حملة واسعة النطاق لإعادة بناء المعالم المعمارية التاريخية لأوزبكستان، وبمناسبة الذكرى السنوية 2500 لمدينة خيوة،. أثناء الترميم، على وجه الخصوص، استعيدت الأنماط والنقوش الفريدة من نوعها..
تشتهر كالتا مينار على وجه التحديد بعدم اكتمالها، فضلاً عن ديكورها الفريد. إنها المئذنة الوحيدة المغطاة بالكامل بالبلاط المزجج والفيروز، ويهيمن على البلاط اللون الأخضر الداكن والأزرق والأبيض، وبعض الأنماط لها لون فيروزي. على الجدران الخارجية للمئذنة توجد نقوش بالخط نستعليق، والتي يستخدم حاليًا فقط للغة الفارسية.

## معرض الصور

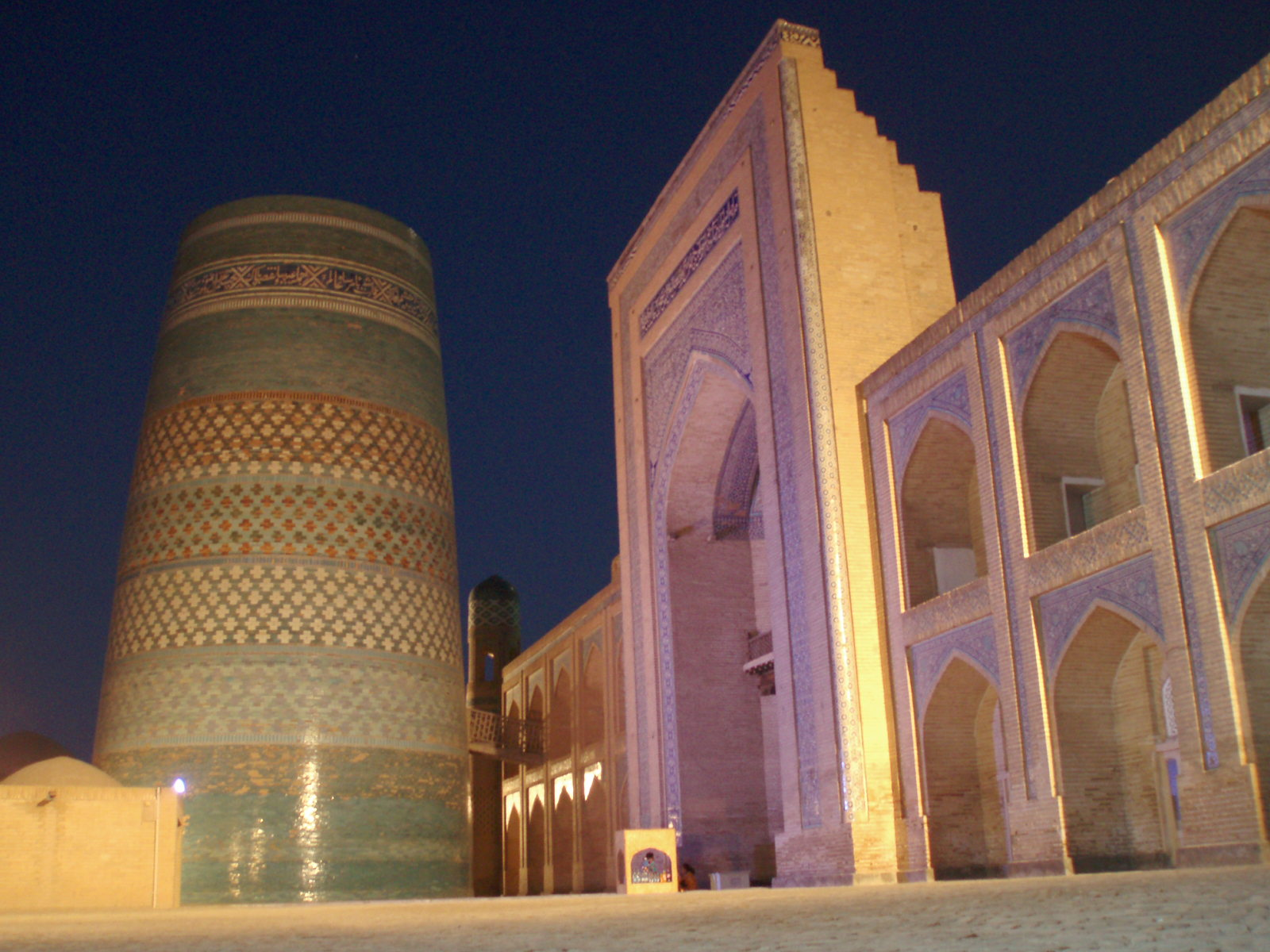
مدرسة كالتا مينار ومدرسة محمد أمين خان
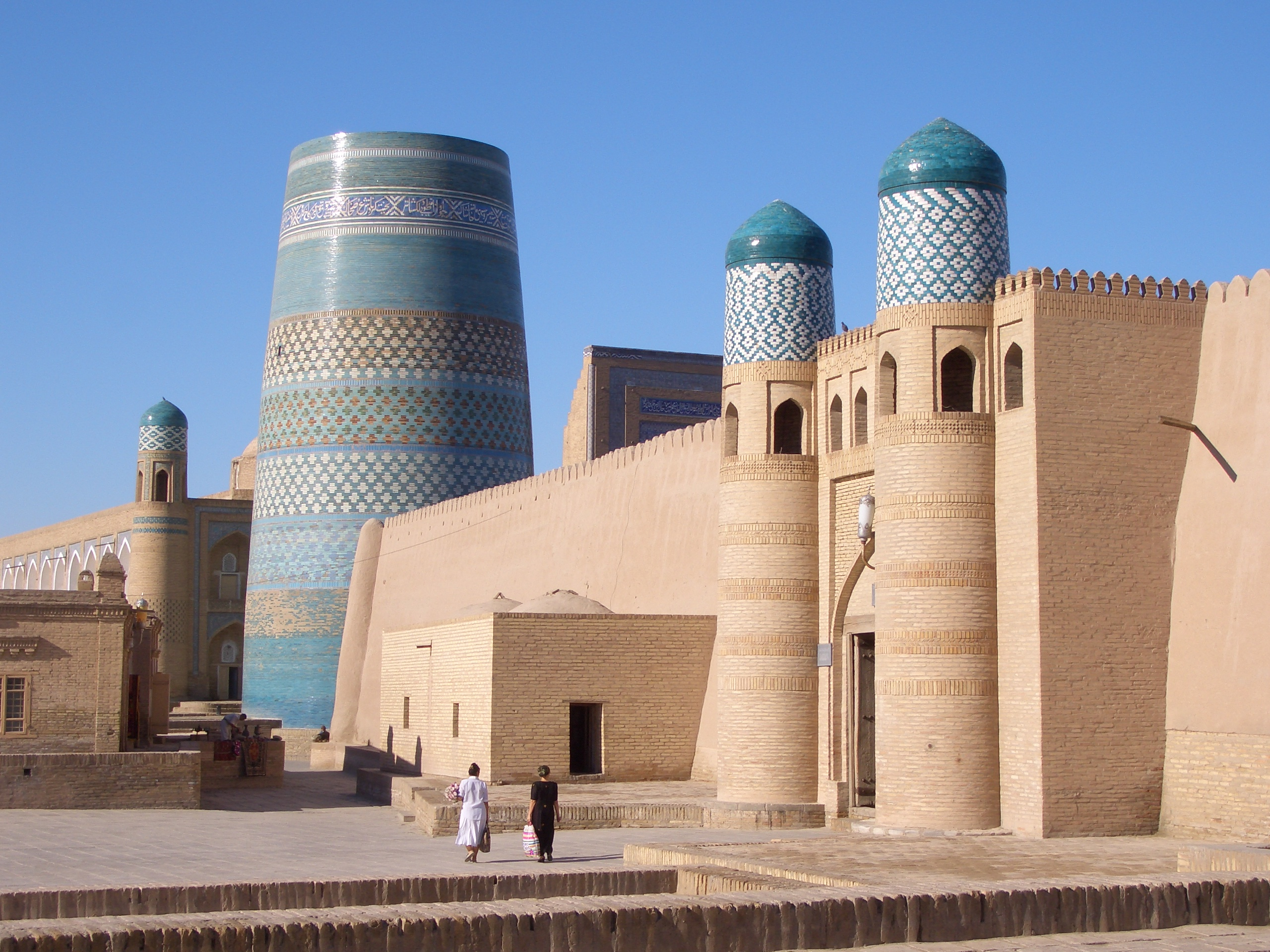
كالتا مينار
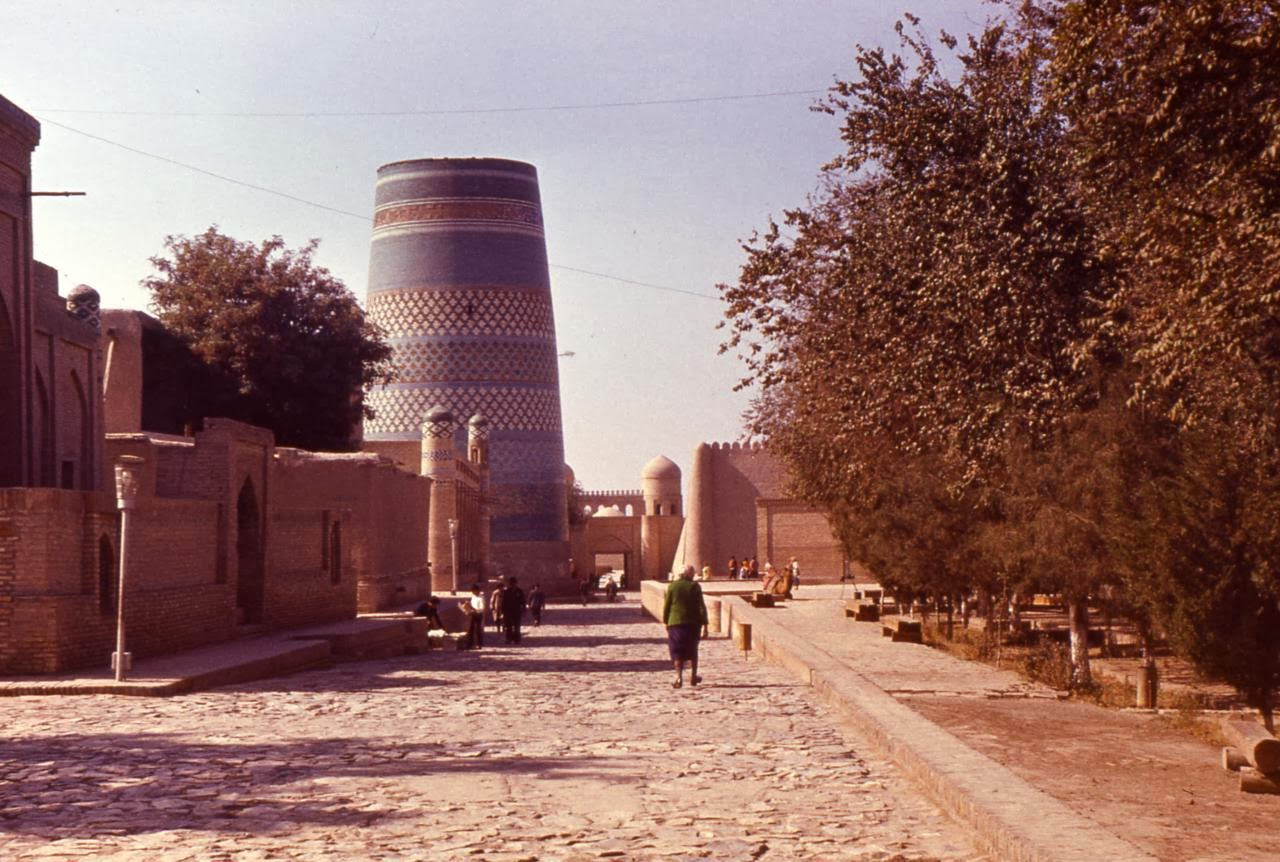
مئذنة عام 1984